# Cleghorn Glen
Cleghorn Glen es un lugar de especial interés científico que se encuentra fuera de Lanark y Cleghorn, en South Lanarkshire, Escocia. Es uno  de los seis bosques más antiguos de Escocia, junto con los reseñados más abajo, por lo que fue declarado reserva nacional Clyde Valley Woodlands.

### Bosques de Escocia
- Cartland Craigs
- Cataratas de Clyde
- Chatelherault Country Park
- Nethan Gorge
- Mauldslie Woods

## Galería

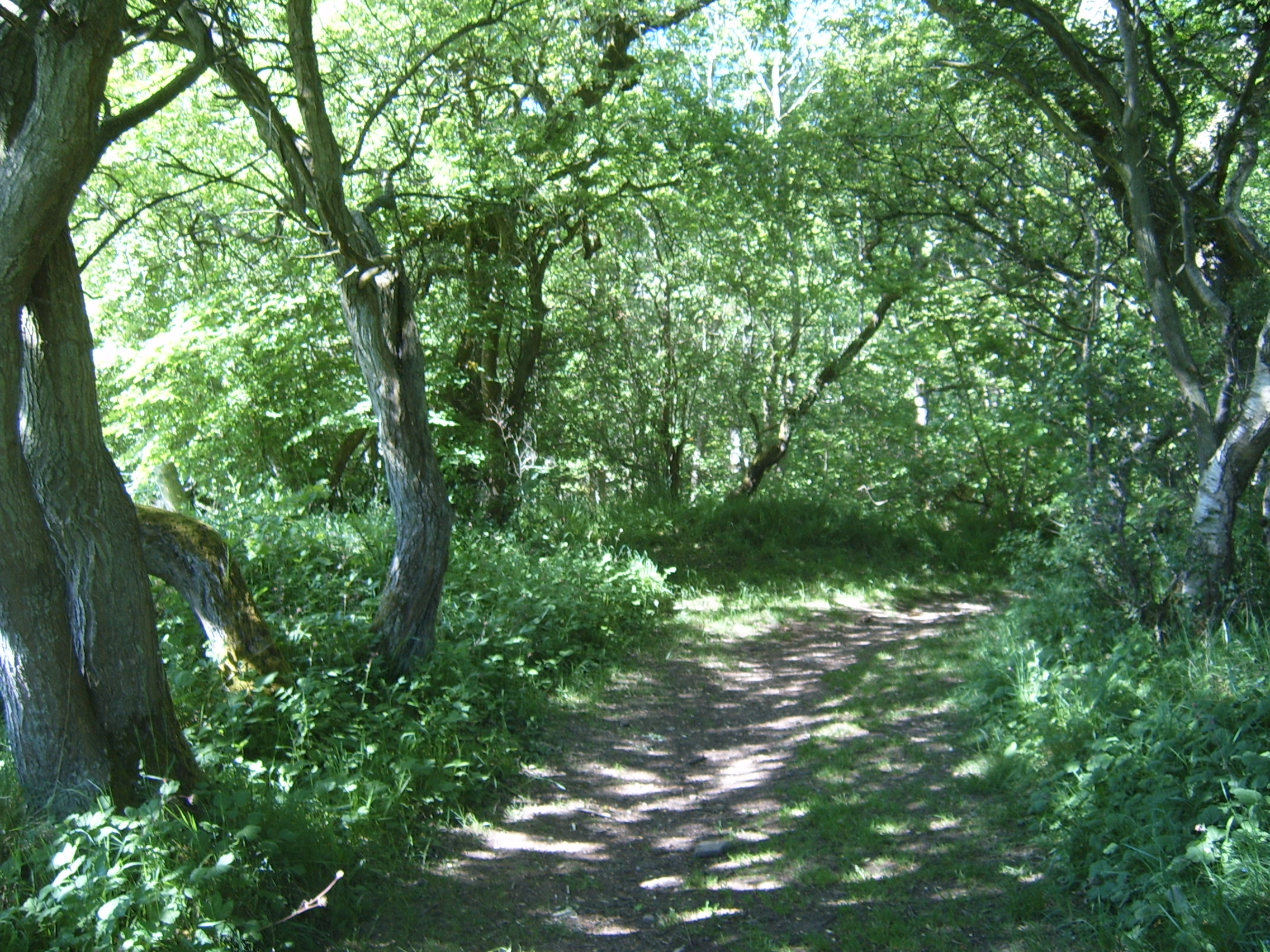
Inicio del sendero
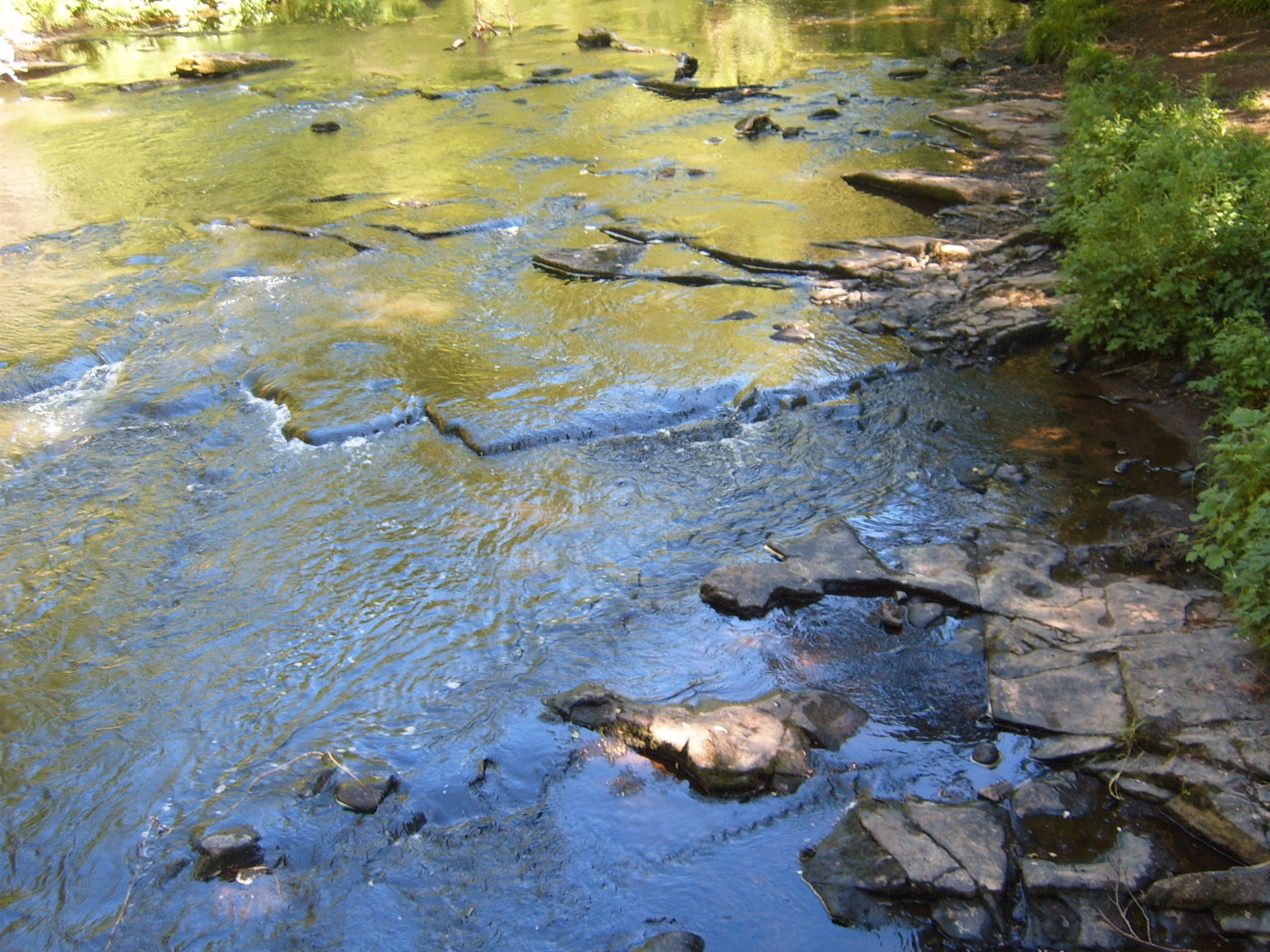
Río de los alces, como se ve en el inicio de la caminata
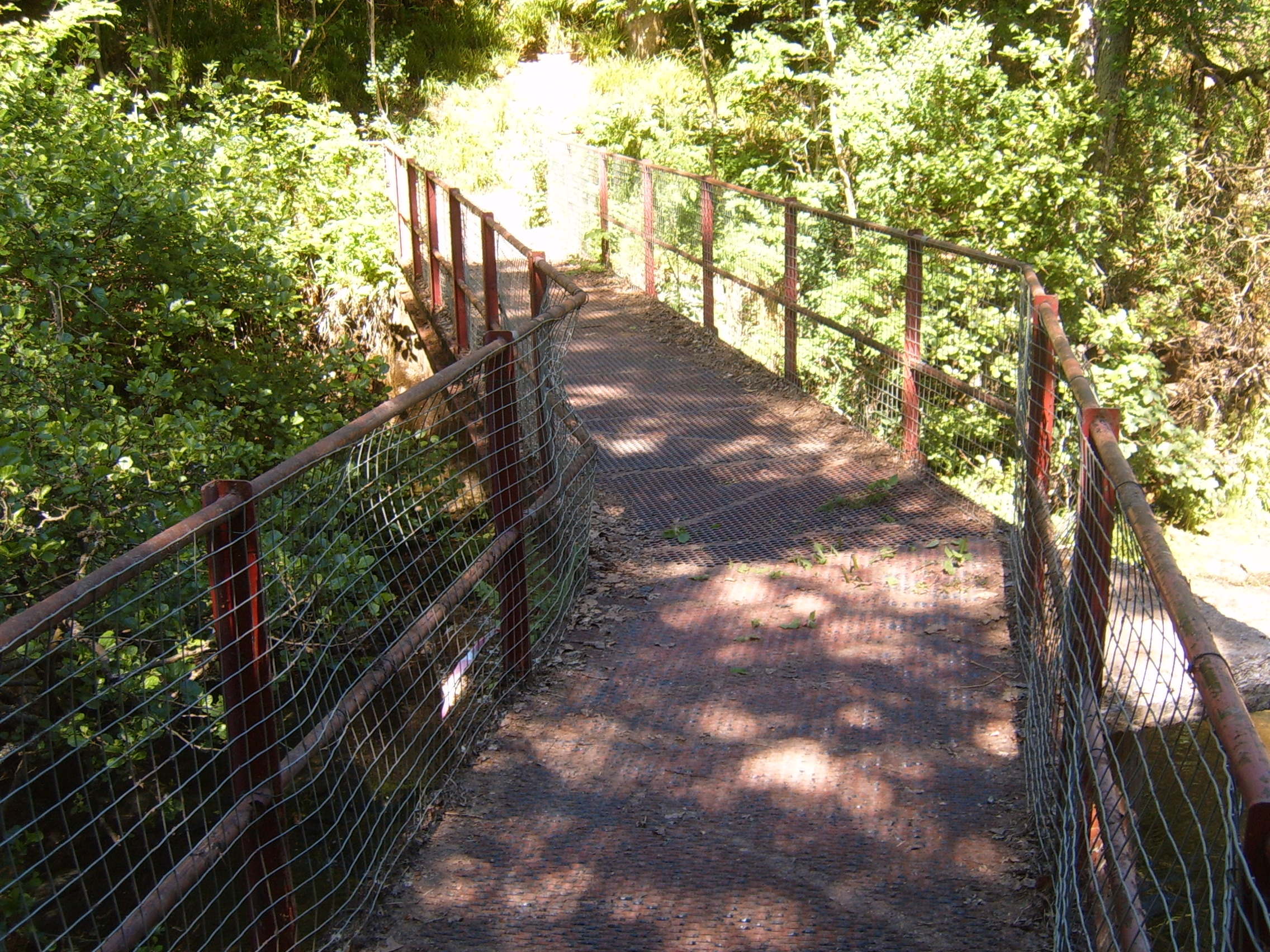
Leitchford Bridge
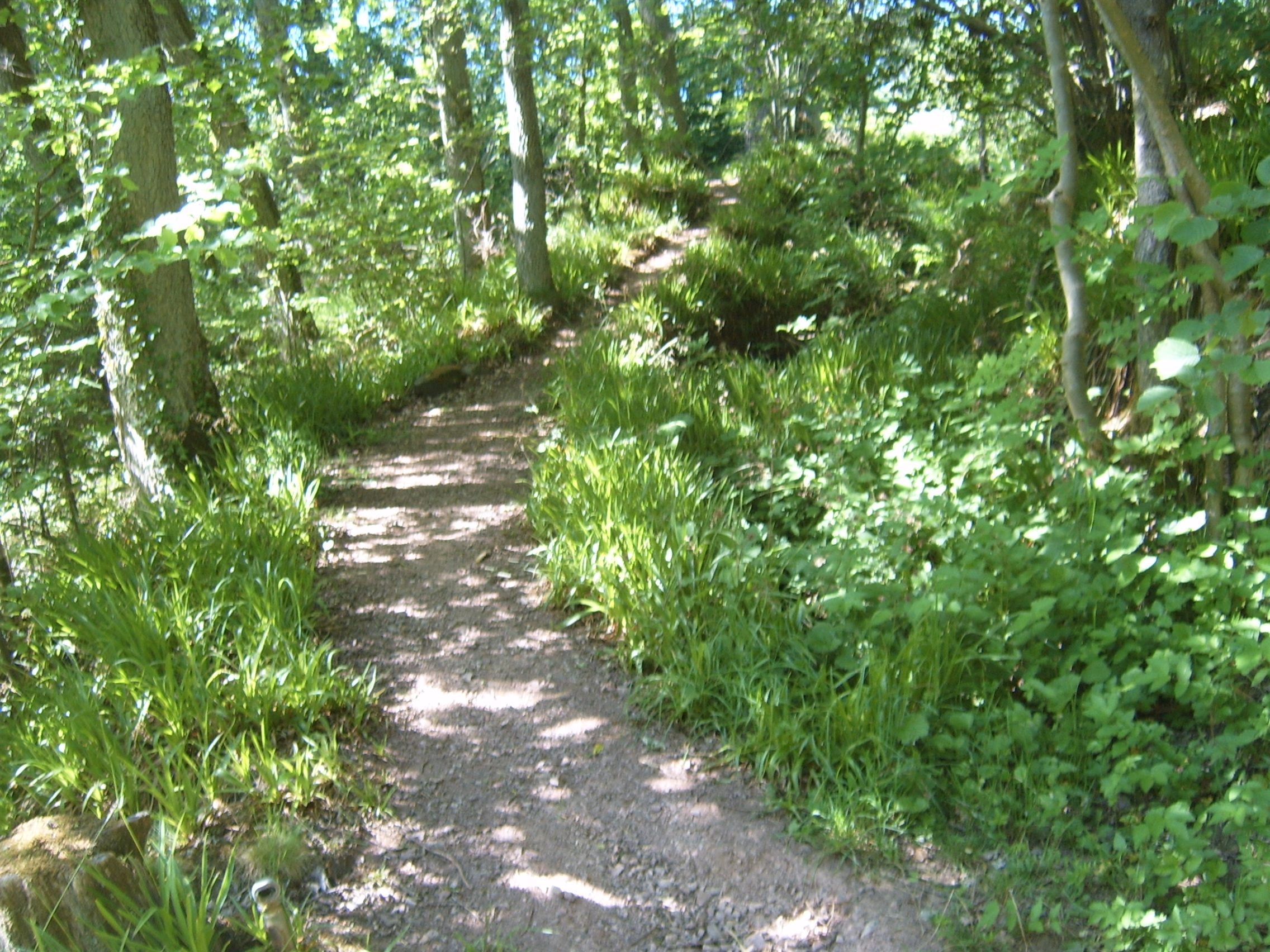
El inicio de la segunda calzada de la
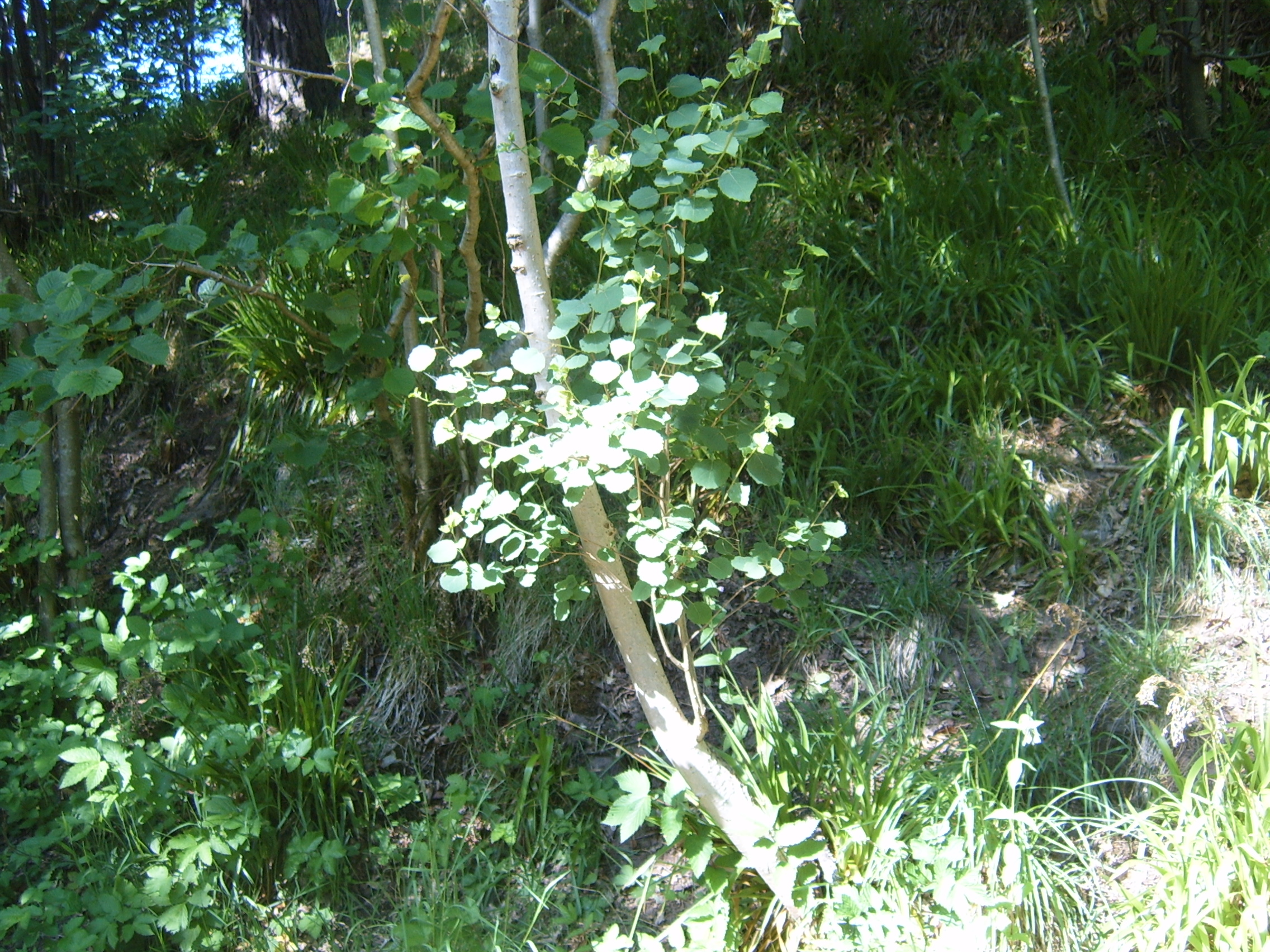
Una muestra de abedul, una de las muchas especies de árboles en la reserva
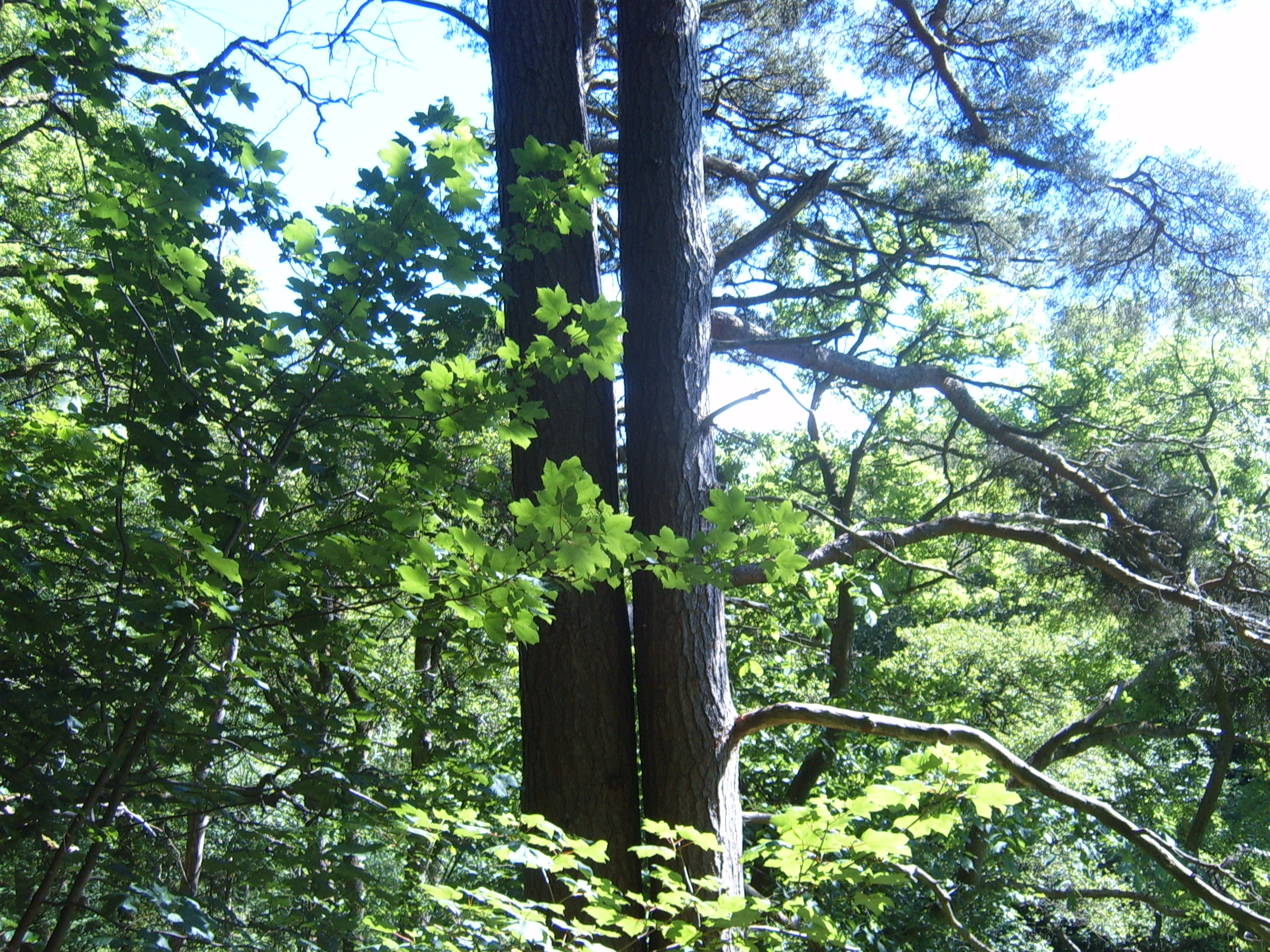
Un ejemplo de la diversidad de los bosques en Cleghorn Glen